# Amini
Amini is een census town op het gelijknamige eiland Amini, behorende bij het Indiase unieterritorium Laccadiven.

## Demografie
Volgens de Indiase volkstelling van 2001 wonen er 7340 mensen in Amini, waarvan 51% mannelijk en 49% vrouwelijk is. De plaats heeft een alfabetiseringsgraad van 71%.